# Le Chapeau à surprises
Le Chapeau à surprises és un curtmetratge francès dirigit per Georges Méliès estrenat per Star Films el 1901. Dura menys de tres minuts.

## Argument
El mag s'inclina i es treu el barret de copa. Fa servir la capa per revelar una taula i la converteix en una estovalla. Després treu quatre plats, tovallons, ganivets i forquilles i altres estris del barret. Aleshores agafa un ventall i comença a agitar-lo al barret, fent les dues coses més grans. Treu quatre cadires del barret engrandit i les empeny cap a la taula. Llavors treu a poc a poc dos homes i dues dones d'ell i els posa a la taula i se'l posa al cap, fent-lo més petit de nou. Aleshores evoca una minyona que està a punt de servir a quatre persones, però abans de fer-ho, el mag salta a la taula amb la qual desapareix a l'instant i fa que el quadre cobri vida, espantant els convidats i la criada i portant-los lluny. Aleshores, el mag apareix darrere d'ells per riure's d'ells i tornar la pintura al seu estat anterior. Al final, torna a convertir les estovalles en la seva capa, s'inclina i se'n va amb el barret posat.